# Raión de Absherón
Absherón (en azerí: Abşeron o Apseronsk) es un raión de Azerbaiyán ubicado en la parte oriental del Cáucaso, dentro de la histórica región de Arrán. El raión ocupa el territorio de la península homónima, que tiene una longitud de 70 kilómetros en el mar Caspio.

## Origen del nombre
Abşeron proviene de la palabra persa ap-shurán (آبشوران) es decir, ‘agua salada’.

## Demografía
Sus habitantes son de etnia iraní. La lengua tradicional del área es la lengua tati del Cáucaso, de raíz iraní. Pero actualmente, la lengua más usada es el azerí, de raíz turca. La ciudad principal de la península es Bakú, aunque la capital del raión es Jirdalan.

## Economía
Absherón es una región productora de petróleo (una de las más antiguas del mundo, explotada desde 1870). Además de yacimientos de petróleo y de gas natural tiene fuentes de agua mineral. Está considerada como la región más contaminada de todo el planeta.

## Subdivisiones
El raión comprende una ciudad, 9 comunas (qəsəbə) y 6 villas (kənd):
Ciudad
- Jirdalan

Comunas
- Ashaghi Guzdak
- Jeyranbatan
- Digah
- Guzdak
- Hokmali
- Mehdiabad
- Pirakashkul
- Gobu
- Saray

Villas
- Goradil
- Fatmayi
- Masazir
- Mammadli
- Novjani
- Nubar